# Az Amerikai Egyesült Államok Postaszolgálata
Az Egyesült Államok Postaszolgálata (USPS), más néven Postahivatal, U.S. Mail vagy egyszerűen Postaszolgálat, az Egyesült Államok szövetségi kormányának végrehajtó ágának független ügynöksége, amely az Egyesült Államokban a postai szolgáltatások nyújtásáért felelős. Egyike azon kevés kormányzati ügynökségeknek, amelyeket az Egyesült Államok alkotmánya szabályoz.
2023-ban az USPS-nek több, mint 500 000 alkalmazottja volt. 2023-ban a Postaszolgálat 33 641 postahivatalt és szerződéses telephelyet üzemeltet az Egyesült Államokban, és a 2022-es pénzügyi évben összesen 127,3 milliárd csomagot és postai küldeményt kézbesített 164,9 millió kézbesítési pontra.
Az USPS monopóliummal rendelkezik a hagyományos levélkézbesítésben az Egyesült Államokon belül, ahol egységes árat és minőséget biztosít a teljes tevékenysége során. A Posta kizárólagos hozzáféréssel rendelkezik az „U.S. Mail” jelzésű levélszekrényekhez és a személyes postafiókokhoz az Egyesült Államokban, de versenyeznie kell a magán csomagkézbesítési szolgáltatásokkal, mint például a United Parcel Service, a FedEx és a DHL.
Az USPS a világ egyik legnagyobb polgári járműflottáját üzemelteti, 2024-ben több mint 235  000 járművel, amelyek többsége a jellegzetes és egyedi Chevrolet/Grumman LLV (hosszú élettartamú jármű), valamint a hasonló, újabb Ford-Utilimaster FFV (rugalmas üzemanyagú jármű), amelyet eredetileg CRV-nek (carrier route vehicle) is neveztek. A Grumman LLV-ket 1987 és 1994 között gyártották, és nincs bennük légkondicionáló, légzsák, blokkolásgátló fék, és nincs hely a nagy mennyiségű, modern e-kereskedelmi csomagok számára, így a Grumman flotta a 2017-es pénzügyi évben véget ért várható 24 éves élettartama. a cserefolyamat 2015-ben kezdődött. 2021-ben az Oshkosh Defence kérték fel, hogy 10 év alatt 165 000 járművet gyártson. Az Oshkosh féle Next Generation Delivery Vehicle (NGDV) benzines és akkumulátoros elektromos változata is lesz. A kezdeti 50 000 jármű fele elektromos lesz, csakúgy, mint a 2026 után vásárolt összes jármű.